# 新中糖産業
新中糖産業株式会社（しんちゅうとうさんぎょう、英: SHIN CHUTOH SANGYO Co., Ltd.）は、不動産の賃貸を行う会社。製糖業を関連会社を通じておこなっている。創業以来の製糖事業を1993年（平成5年）に合弁会社の翔南製糖に営業譲渡し、本体としては工場跡地にショッピングセンター「サンエー西原シティ」を建設し、不動産賃貸業を行っている。

## 沿革
- 1959年（昭和34年）10月 - 西原製糖株式会社として設立。
- 1964年（昭和39年）4月 - 中部製糖株式会社に改称。
- 1993年（平成5年）10月 - 翔南製糖に対し砂糖の製造・販売に関する営業権を譲渡。従業員移籍。
- 1994年（平成6年）8月 - バイオ事業に参入。
- 1995年（平成7年）9月 - 青パパイヤ果汁飲料製造販売開始。
- 2001年（平成13年）2月 - サンエーとショッピングセンター開発について提携。
- 2002年（平成14年）
  - 6月 - バイオ事業から撤退。
  - 10月 - ショッピングセンター建設工事着工。
- 2003年（平成15年）
  - 9月 - 新中糖産業株式会社に改称。
  - 9月 - ショッピングセンター落成。
  - 10月 - サンエー西原シティ開店。

## 関連会社
- ゆがふ製糖株式会社 - 議決権20.00%保有